# Pertisau
Pertisau är en ort i kommunen Eben am Achensee i distriktet Schwaz i förbundslandet Tyrolen i Österrike. Orten ligger vid sjön Achensee. 